# Zbór Kościoła Adwentystów Dnia Siódmego w Gdyni
Zbór Kościoła Adwentystów Dnia Siódmego w Gdyni – zbór adwentystyczny w Gdyni, należący do okręgu pomorskiego diecezji zachodniej Kościoła Adwentystów Dnia Siódmego w RP.
Pastorem zboru jest kazn. Jacek Igła, natomiast starszym zboru– Daniel Kluska. Nabożeństwa odbywają się w kaplicy przy ul. Krasickiego 32, w każdą sobotę o godz 10:00.